# Cham (distrito)
Cham é um distrito da Alemanha, na região administrativa de Oberpfalz, estado de Baviera. Com uma área de 1509,96 km² e com uma população de 131.294 habitantes (2004).

## Cidades e Municípios
- Cidades:

1. Bad Kötzting
2. Cham
3. Furth
4. Roding
5. Rötz
6. Waldmünchen

- Municípios:

1. Arnschwang
2. Arrach
3. Blaibach
4. Chamerau
5. Eschlkam
6. Falkenstein
7. Gleißenberg
8. Grafenwiesen
9. Hohenwarth
10. Lam
11. Lohberg
12. Michelsneukirchen
13. Miltach
14. Neukirchen
15. Pemfling
16. Pösing
17. Reichenbach
18. Rettenbach
19. Rimbach
20. Runding
21. Schönthal
22. Schorndorf (Baviera)
23. Stamsried
24. Tiefenbach (Cham)
25. Traitsching
26. Treffelstein
27. Waffenbrunn
28. Wald
29. Walderbach
30. Weiding
31. Willmering
32. Zandt
33. Zell